# Seznam hlav států v roce 2009
V seznamu hlav států v roce 2009 jsou uvedeni nejvyšší představitelé všech nezávislých států, kteří vládli v roce 2009. Seznam je seřazen abecedně podle světadílů. Jsou zde uvedeny nejvyšší hlavy států (prezidenti, králové, atd.) a předsedové vlád (pokud taková funkce existuje), případně i další významné státní funkce (typicky generální guvernér zastupující britskou královnu nebo faktické hlavy států, pokud se liší od nominálních hlav).
V seznamu je uvedeno i několik území se sporným mezinárodním postavením, která jsou de facto nezávislá, de iure jsou ale součástí některého jiného státu.

## Afrika
| Název státu                  | Státní vlajka | Hlava státu                                                                      | Předseda vlády                |
| ---------------------------- | ------------- | -------------------------------------------------------------------------------- | ----------------------------- |
| Alžírsko                     |               | prezident Abdelazíz Buteflika                                                    | Ahmed Ouyahia                 |
| Angola                       |               | prezident José Eduardo dos Santos                                                | Paulo Kassoma                 |
| Benin                        |               | prezident Yayi Boni                                                              | Yayi Boni                     |
| Botswana                     |               | prezident Ian Khama                                                              | Ian Khama                     |
| Burkina Faso                 |               | prezident Blaise Compaoré                                                        | Tertius Zongo                 |
| Burundi                      |               | prezident Pierre Nkurunziza                                                      | Pierre Nkurunziza             |
| Čad                          |               | prezident Idriss Déby                                                            | Youssouf Saleh Abbas          |
| DR Kongo                     |               | prezident Joseph Kabila                                                          | Adolphe Muzito                |
| Džibutsko                    |               | prezident Ismaïl Omar Guelleh                                                    | Dileita Mohamed Dileita       |
| Egypt                        |               | prezident Muhammad Husní Mubarak                                                 | Ahmed Nazif                   |
| Eritrea                      |               | prezident Isaias Afwerki                                                         | Isaias Afwerki                |
| Etiopie                      |               | prezident Girma Wolde-Giorgis                                                    | Meles Zenawi                  |
| Gabon                        |               | prezident Ali Bongo Ondimba                                                      | Paul Biyoghé Mba              |
| Gambie                       |               | prezident Yahya Jammeh                                                           | Yahya Jammeh                  |
| Ghana                        |               | prezident John Atta Mills                                                        | John Atta Mills               |
| Guinea                       |               | prezident Moussa Dadis Camara                                                    | Moussa Dadis Camara           |
| Guinea-Bissau                |               | prezident Malam Bacai Sanhá                                                      | Carlos Gomes Júnior           |
| Jihoafrická republika        |               | prezident Jacob Zuma                                                             | Jacob Zuma                    |
| Kamerun                      |               | prezident Paul Biya                                                              | Philémon Yang                 |
| Kapverdy                     |               | prezident Pedro Pires                                                            | José Maria Neves              |
| Keňa                         |               | prezident Mwai Kibaki                                                            | Raila Odinga                  |
| Komory                       |               | prezident Ahmed Abdallah Mohamed Sambi                                           | Ahmed Abdallah Mohamed Sambi  |
| Lesotho                      |               | král Letsie III.                                                                 | Pakalitha Mosisili            |
| Libérie                      |               | prezidentka Ellen Johnsonová-Sirleafová                                          | Ellen Johnsonová-Sirleafová   |
| Libye                        |               | (faktická hlava státu)Muammar Kaddáfí -- (nominální hlava státu) Imbarek Shamekh | Baghdadi Mahmudi              |
| Keňa                         |               | prezident Mwai Kibaki                                                            | Raila Odinga                  |
| Madagaskar                   |               | prezident Andry Rajoelina                                                        | Eugčne Mangalaza              |
| Malawi                       |               | prezident Bingu wa Mutharika                                                     | Bingu wa Mutharika            |
| Mali                         |               | prezident Amadou Toumani Touré                                                   | Modibo Sidibé                 |
| Maroko                       |               | král Muhammad VI.                                                                | Abbas El Fassi                |
| Mauricius                    |               | prezident Anerood Jugnauth                                                       | Navin Ramgoolam               |
| Mauritánie                   |               | prezident Mohamed Ould Abdel Aziz                                                | Moulaye Ould Mohamed Laghdaf  |
| Mosambik                     |               | prezident Armando Guebuza                                                        | Luisa Diogo                   |
| Namibie                      |               | prezident Hifikepunye Pohamba                                                    | Nahas Angula                  |
| Niger                        |               | prezident Tandja Mamadou                                                         | Ali Badjo Gamatié             |
| Nigérie                      |               | prezident Umaru Yar'Adua                                                         | Umaru Yar'Adua                |
| Pobřeží slonoviny            |               | prezident Laurent Gbagbo                                                         | Guillaume Soro                |
| Republika Kongo              |               | prezident Denis Sassou-Nguesso                                                   | Isidore Mvouba                |
| Rovníková Guinea             |               | prezident Ignacio Milam Tang                                                     | Guillaume Soro                |
| Rwanda                       |               | prezident Paul Kagame                                                            | Bernard Makuza                |
| Senegal                      |               | prezident Abdoulaye Wade                                                         | Souleymane Ndéné Ndiaye       |
| Seychely                     |               | prezident James Michel                                                           | James Michel                  |
| Sierra Leone                 |               | prezident Ernest Bai Koroma                                                      | Ernest Bai Koroma             |
| Somálsko                     |               | prezident Šarif Ahmed                                                            | Omar Abdirashid Ali Sharmarke |
| Středoafrická republika      |               | prezident François Bozizé                                                        | Faustin-Archange Touadéra     |
| Súdán                        |               | prezident Umar al-Bašír                                                          | Umar al-Bašír                 |
| Svatý Tomáš a Princův ostrov |               | prezident Fradique de Menezes                                                    | Joaquim Rafael Branco         |
| Svazijsko                    |               | král Mswati III.                                                                 | Barnabas Sibusiso Dlamini     |
| Tanzanie                     |               | prezident Jakaya Kikwete                                                         | Mizengo Pinda                 |
| Togo                         |               | prezident Faure Gnassingbé                                                       | Gilbert Houngbo               |
| Tunisko                      |               | prezident [[[Zín Abidín bin Alí]]                                                | Muhammad Ghannúší             |
| Uganda                       |               | prezident Yoweri Museveni                                                        | Apolo Nsibambi                |
| Zambie                       |               | prezident Rupiah Banda                                                           | Rupiah Banda                  |
| Zimbabwe                     |               | prezident Robert Mugabe                                                          | Morgan Tsvangirai             |

## Asie
| Název státu             | Státní vlajka | Hlava státu                                              | Předseda vlády                                        |
| ----------------------- | ------------- | -------------------------------------------------------- | ----------------------------------------------------- |
| Afghánistán             |               | prezident Hámid Karzaj                                   | Hámid Karzaj                                          |
| Arménie                 |               | prezident Serž Sarkisjan                                 | Tigran Sargsjan                                       |
| Ázerbájdžán             |               | prezident Ilham Alijev                                   | Artur Rasizada                                        |
| Bahrajn                 |               | král Hamad bin Ísá Ál Chalífa                            | Chalífa ibn Salmán Al Chalífa                         |
| Bangladéš               |               | prezident Zillur Rahman                                  | Šajch Hasína Vadžídová                                |
| Bhútán                  |               | král Džigme Khesar Namgjel Wangčhug                      | Džigme Thinley                                        |
| Brunej                  |               | sultán Hassanal Bolkiah                                  | Hassanal Bolkiah                                      |
| Čína                    |               | prezident Chu Ťin-tchao                                  | Wen Ťia-pao                                           |
| Filipíny                |               | prezident Gloria Macapagal-Arroyová                      | Gloria Macapagal-Arroyová                             |
| Gruzie                  |               | prezident Michail Saakašvili                             | Nikoloz Gilauri                                       |
| Indie                   |               | prezidentka Pratibha Pátilová                            | Manmóhan Singh                                        |
| Indonésie               |               | prezident Susilo Bambang Yudhoyono                       | Susilo Bambang Yudhoyono                              |
| Irák                    |               | prezident Džalál Talabání                                | Džavad Maliki                                         |
| Írán                    |               | duchovní vůdce (faktická hlava státu Sajjid Alí Chameneí | prezident (nominální hlava státu): Mahmúd Ahmadínežád |
| Izrael                  |               | prezident Šimon Peres                                    | Benjamin Netanjahu                                    |
| Japonsko                |               | císař Akihito                                            | Jukio Hatojama                                        |
| Jemen                   |               | prezident Alí Abdalláh Sálih                             | Ali Mohammed Mujur                                    |
| Jižní Korea             |               | prezident I Mjong-bak                                    | Han Seung-soo                                         |
| Jordánsko               |               | král Abdalláh II.                                        | Nádir Dahabí                                          |
| Kambodža                |               | král Norodom Sihamoni                                    | Hun Sen                                               |
| Katar                   |               | emír Hamad bin Chalífa Ál Thání                          | Hamád Ibn Džásim Ibn Džaber as-Sání                   |
| Kazachstán              |               | prezident Nursultan Nazarbajev                           | Karim Massimov                                        |
| Kuvajt                  |               | emír Sabah al-Ahmad al-Džábir al-Sabah                   | Násirr Mohammed al-Ahmed al-Sabah                     |
| Kypr                    |               | prezidentDimitris Christofias                            | Karim Massimov                                        |
| Kyrgyzstán              |               | prezident Kurmanbek Bakijev                              | Daniyar Usenov                                        |
| Laos                    |               | prezident Čumaly Sayason                                 | Bouasone Bouphavanh                                   |
| Libanon                 |               | prezident Michel Sulajmán                                | Fouad Siniora                                         |
| Malajsie                |               | král Tuanku Mizan Zainal Abidin                          | Najib Tun Razak                                       |
| Maledivy                |               | prezident Mohammad Našíd                                 | Mohammad Našíd                                        |
| Mongolsko               |               | prezident Cachjagín Elbegdordž                           | Sükhbaataryn Batbold                                  |
| Myanmar                 |               | předseda Státní rady pro mír a rozvoj Than Šwei          | Thein Sein                                            |
| Nepál                   |               | prezident Cachjagín Elbegdordž                           | Madhav Kumar Nepal                                    |
| Omán                    |               | sultán Kábús bin Saíd bin Tajmúr as-Saíd                 | Kábús bin Saíd bin Tajmúr as-Saíd                     |
| Pákistán                |               | prezident Asif Alí Zardárí                               | Sanjaagiin Bajar                                      |
| Saúdská Arábie          |               | prezident Cachjagín Elbegdordž                           | Sanjaagiin Bajar                                      |
| Severní Korea           |               | prezident Kim Čong-il                                    | Kim Yong-il                                           |
| Singapur                |               | prezident Sellapan Ramanathan                            | Lee Hsien Loong                                       |
| Spojené arabské emiráty |               | emír Chalífa bin Sajíd Al Nahaján                        | Muhammad bin Rášid Ál Maktúm                          |
| Srí Lanka               |               | prezident Mahinda Radžapaksa                             | Ratnasiri Wickremanayake                              |
| Sýrie                   |               | prezident Bašár al-Asad                                  | Muhammad Nádží al-Utrí                                |
| Tádžikistán             |               | prezident Emomalii Rachmon                               | Oqil Oqilov                                           |
| Thajsko                 |               | král Bhumiphol Adulyadej (Ráma IX.)                      | Apchisit Vedžadžíva                                   |
| Turecko                 |               | prezident Abdullah Gül                                   | Recep Tayyip Erdoğan                                  |
| Tádžikistán             |               | prezident Gurbanguly Berdimuhamedow                      | Gurbanguly Berdimuhamedow                             |
| Uzbekistán              |               | prezident Islam Karimov                                  | Šavkat Mirzijajev                                     |
| Vietnam                 |               | prezident Nguyễn Minh Triết                              | Nguyễn Tấn Dũng                                       |
| Východní Timor          |               | prezident José Ramos-Horta                               | Xanana Gusmão                                         |

## Evropa
| Název státu         | Státní vlajka | Hlava státu                                                                               | Předseda vlády                                         |
| ------------------- | ------------- | ----------------------------------------------------------------------------------------- | ------------------------------------------------------ |
| Albánie             |               | prezident Bamir Topi                                                                      | Sali Beriša                                            |
| Andorra             |               | spoluknížata Nicolas Sarkozy a Joan Enric Vives Sicília                                   | Jaume Bartumeu                                         |
| Belgie              |               | král Albert II.                                                                           | Herman Van Rompuy                                      |
| Bělorusko           |               | prezident Alexandr Lukašenko                                                              | Sergej Sidorski                                        |
| Bosna a Hercegovina |               | předsednictvo Haris Silajdžić (Bosňák), Nebojša Radmanović (Srb), Željko Komšić (Chorvat) | Nikola Špirić                                          |
| Bulharsko           |               | prezident Georgi Parvanov                                                                 | Sergej Stanišev                                        |
| Černá Hora          |               | prezident Filip Vujanović                                                                 | Milo Đukanović                                         |
| Česko               |               | prezident Miloš Zeman                                                                     | Bohuslav Sobotka                                       |
| Dánsko              |               | královna Markéta II.                                                                      | Lars Løkke Rasmussen                                   |
| Estonsko            |               | prezident Toomas Hendrik Ilves                                                            | Andrus Ansip                                           |
| Finsko              |               | prezidentka Tarja Halonenová                                                              | Matti Vanhanen                                         |
| Francie             |               | prezident Nicolas Sarkozy                                                                 | François Fillon                                        |
| Chorvatsko          |               | prezident Stjepan Mesić                                                                   | Jadranka Kosorová                                      |
| Irsko               |               | prezidentka Mary McAleese                                                                 | Brian Cowen                                            |
| Island              |               | prezident Ólafur Ragnar Grímsson                                                          | Jóhanna Sigurðardóttir                                 |
| Itálie              |               | prezident Giorgio Napolitano                                                              | Silvio Berlusconi                                      |
| Lichtenštejnsko     |               | kníže Hans Adam II.- Regent Alois z Lichtenštejna                                         | Klaus Tschütscher                                      |
| Litva               |               | prezident Dalia Grybauskaitė                                                              | Algirdas Butkevičius                                   |
| Lotyšsko            |               | prezident Valdis Zatlers                                                                  | Valdis Dombrovskis                                     |
| Lucembursko         |               | velkovévoda Henri I.                                                                      | Jean-Claude Juncker                                    |
| Maďarsko            |               | prezident László Sólyom                                                                   | Ferenc Gyurcsány (do 14. 4.) Gordon Bajnai (od 14. 4.) |
| Makedonie           |               | prezident Ďorge Ivanov                                                                    | Nikola Gruevski                                        |
| Malta               |               | prezident George Abela                                                                    | Lawrence Gonzi                                         |
| Moldavsko           |               | prozatímní prezident Mihai Ghimpu                                                         | Vlad Filat                                             |
| Monako              |               | kníže Albert II.                                                                          | Jean-Paul Proust                                       |
| Německo             |               | prezident Horst Köhler                                                                    | kancléřka Angela Merkelová                             |
| Nizozemsko          |               | královna Beatrix                                                                          | Jan Peter Balkenende                                   |
| Norsko              |               | král Harald V.                                                                            | Jens Stoltenberg                                       |
| Polsko              |               | prezident Lech Kaczyński                                                                  | Donald Tusk                                            |
| Portugalsko         |               | prezident Aníbal Cavaco Silva                                                             | José Sócrates                                          |
| Rakousko            |               | prezident Heinz Fischer                                                                   | kancléř Werner Faymann                                 |
| Rumunsko            |               | prezident Traian Băsescu                                                                  | Liviu Negoita                                          |
| Rusko               |               | prezident Dmitrij Medveděv                                                                | Vladimir Putin                                         |
| Řecko               |               | prezident Karolos Papulias                                                                | Kostas Karamanlis                                      |
| San Marino          |               | kapitáni-regenti Francesco Mussoni a Stefano Palmieri                                     | Francesco Mussoni a Stefano Palmieri                   |
| Slovensko           |               | prezident Ivan Gašparovič                                                                 | Robert Fico                                            |
| Slovinsko           |               | prezident Danilo Türk                                                                     | Borut Pahor                                            |
| Spojené království  |               | královna Alžběta II.                                                                      | Gordon Brown                                           |
| Srbsko              |               | prezident Boris Tadić                                                                     | Mirko Cvetković                                        |
| Španělsko           |               | král Juan Carlos I.                                                                       | José Luis Rodríguez Zapatero                           |
| Švédsko             |               | král Karel XVI. Gustav                                                                    | Jens Fredrik Reinfeldt                                 |
| Švýcarsko           |               | prezident Hans-Rudolf Merz                                                                | Hans-Rudolf Merz                                       |
| Ukrajina            |               | prezident Viktor Juščenko                                                                 | Julija Tymošenková                                     |
| Vatikán             |               | papež Benedikt XVI.                                                                       | státní sekretář Tarcisio kardinál Bertone              |

## Severní Amerika
| Název státu               | Státní vlajka | Hlava státu                                                    | Předseda vlády       |
| ------------------------- | ------------- | -------------------------------------------------------------- | -------------------- |
| Antigua a Barbuda         |               | královna Alžběta II. – generální guvernérka Louise Lake-Tack   | Baldwin Spencer      |
| Bahamy                    |               | královna Alžběta II. – generální guvernér Arthur Dion Hanna    | Hubert Ingraham      |
| Barbados                  |               | královna Alžběta II. – generální guvernér Clifford Husbands    | David Thompson       |
| Belize                    |               | královna Alžběta II. – generální guvernér Colville Young       | Dean Barrow          |
| Dominika                  |               | prezident Nicholas Liverpool                                   | Roosevelt Skerrit    |
| Dominikánská republika    |               | prezident Leonel Fernández                                     | Leonel Fernández     |
| Grenada                   |               | královna Alžběta II. – generální guvernér Carlyle Glean        | Tillman Thomas       |
| Guatemala                 |               | prezident Álvaro Colom                                         | Álvaro Colom         |
| Haiti                     |               | prezident René Préval                                          | Michèle Pierre-Louis |
| Honduras                  |               | prozatímní prezident Roberto Micheletti                        | Roberto Micheletti   |
| Jamajka                   |               | královna Alžběta II. – generální guvernér Patrick Allen        | Bruce Golding        |
| Kanada                    |               | královna Alžběta II. – generální guvernérka Michaëlle Jeanová  | Stephen Harper       |
| Kostarika                 |               | prezident Óscar Arias                                          | Óscar Arias          |
| Kuba                      |               | prezident Raúl Castro                                          | Raúl Castro          |
| Mexiko                    |               | prezident Felipe Calderón                                      | Felipe Calderón      |
| Nikaragua                 |               | prezident Daniel Ortega                                        | Daniel Ortega        |
| Panama                    |               | prezident Ricardo Martinelli                                   | Ricardo Martinelli   |
| Salvador                  |               | prezident Mauricio Funes                                       | Mauricio Funes       |
| Spojené státy americké    |               | prezident Barack Obama                                         | Barack Obama         |
| Svatá Lucie               |               | královna Alžběta II. – generální guvernérka Pearlette Louisy   | Stephenson King      |
| Svatý Kryštof a Nevis     |               | královna Alžběta II. – generální guvernér Cuthbert Sebastian   | Denzil Douglas       |
| Svatý Vincenc a Grenadiny |               | královna Alžběta II. – generální guvernér Frederick Ballantyne | Ralph Gonsalves      |
| Trinidad a Tobago         |               | prezident George Maxwell Richards                              | Patrick Manning      |

## Jižní Amerika
| Název státu | Státní vlajka | Hlava státu                                | Předseda vlády                 |
| ----------- | ------------- | ------------------------------------------ | ------------------------------ |
| Argentina   |               | prezidentka Cristina Fernández de Kirchner | Cristina Fernández de Kirchner |
| Bolívie     |               | prezident Evo Morales                      | Evo Morales                    |
| Brazílie    |               | prezident Luiz Inácio Lula da Silva        | Luiz Inácio Lula da Silva      |
| Ekvádor     |               | prezident Rafael Correa                    | Rafael Correa                  |
| Guyana      |               | prezident Bharrat Jagdeo                   | Sam Hinds                      |
| Chile       |               | prezidentka Michelle Bacheletová           | Michelle Bacheletová           |
| Kolumbie    |               | prezident Álvaro Uribe                     | Álvaro Uribe                   |
| Paraguay    |               | prezident Fernando Lugo                    | Fernando Lugo                  |
| Peru        |               | prezident Alan García                      | Yehude Simon                   |
| Surinam     |               | prezident Ronald Venetiaan                 | Ronald Venetiaan               |
| Uruguay     |               | prezident Tabaré Vázquez                   | Tabaré Vázquez                 |
| Venezuela   |               | prezident Hugo Chávez                      | Hugo Chávez                    |

## Oceánie
| Název státu                  | Státní vlajka | Hlava státu                                                  | Předseda vlády                     |
| ---------------------------- | ------------- | ------------------------------------------------------------ | ---------------------------------- |
| Austrálie                    |               | královna Alžběta II. – generální guvernérka Quentin Bryceová | Kevin Rudd                         |
| Federativní státy Mikronésie |               | prezident Manny Mori                                         | Manny Mori                         |
| Fidži                        |               | prezident Ratu Epeli Nailatikau                              | Frank Bainimarama                  |
| Kiribati                     |               | prezident Anote Tong                                         | Anote Tong                         |
| Marshallovy ostrovy          |               | prezident Jurelang Zedkaia                                   | Ruben Zackhras                     |
| Nauru                        |               | prezident Litokwa Tomeing                                    | Litokwa Tomeing                    |
| Nový Zéland                  |               | královna Alžběta II. – generální guvernér Anand Satyanand    | John Key                           |
| Palau                        |               | prezident Johnson Toribiong                                  | Johnson Toribiong                  |
| Papua Nová Guinea            |               | královna Alžběta II. – generální guvernér Paulias Matane     | Michael Somare                     |
| Samoa                        |               | náčelník Tufuga Efi                                          | Tuilaepa Aiono Sailele Malielegaoi |
| Šalomounovy ostrovy          |               | královna Alžběta II. – generální guvernér Frank Kabui        | Derek Sikua                        |
| Tonga                        |               | král George Tupou V.                                         | Feleti Sevele                      |
| Tuvalu                       |               | královna Alžběta II. – generální guvernér Filoimea Telito    | Apisai Ielemia                     |
| Vanuatu                      |               | prezident Iolu Abil.                                         | Edward Natapei                     |

## Státy se sporným mezinárodním uznáním
| Název státu      | Státní vlajka | Hlava státu                 | Předseda vlády         |
| ---------------- | ------------- | --------------------------- | ---------------------- |
| Abcházie         |               | prezident Sergej Bagapš     | Aleksandr Ankvab       |
| Jižní Osetie     |               | prezident Eduard Kokojty    | Vadim Brovtsev         |
| Kosovo           |               | prezident Fatmir Sejdiu     | Hashim Thaçi           |
| Náhorní Karabach |               | prezident Bako Sahakyan     | Arayik Harutyunyan     |
| Severní Kypr     |               | prezident Mehmet Ali Talat  | Derviş Eroğlu          |
| Palestina        |               | prezident Mahmúd Abbás      | Salam Fayyad           |
| Tchaj-wan        |               | prezident Ma Jing-ťiou      | Wu Den-yih             |
| Západní Sahara   |               | prezident Mohamed Abdelaziz | Abdelkader Taleb Oumar |